# Ramón de Torres
Ramón Castellano de Torres es un pintor español nacido en Ceuta. 31 de agosto de 1947.

## Biografía
Es hijo de un dibujante y una destacada pintora, por lo que Ramón Castellano de Torres se inclinó hacia el mundo de la pintura desde pequeño. Terminó su bachillerato en Ceuta y posteriormente inició sus estudios en ingeniería en Málaga. Su magisterio lo terminó en 1969. Posteriormente alternó su trabajo de docente de ciencias sociales con estudios en la escuela de bellas artes de Sevilla.
Se conoce a Ramón Castellano  de Torres como un artista expresionista y buscador de nuevas formas de expresión. Su obra lo ha llevado a exponer en 47 ocasiones, 20 colectivas y 27 individuales. Su obra catalogada como «Ramón Castellano», que pasa del millar, se puede encontrar a lo largo de la geografía española, y de países como Estados Unidos de América, Alemania, Cuba , Japón, Argentina, etc.
Es responsable de diversos carteles anunciadores, así como de ilustraciones de diversos cuentos infantiles. Es colaborador en revistas pedagógicas y culturales con sus dibujos y artículos. Como historiador es autor de Geografía de Morón de la Frontera, Monumentos artísticos de Morón, Paseando por Morón, Historia Ilustrada de Morón o Monumentos históricos artísticos de Morón. 
Ramón Castellano tiene obras expuestas en: «mi galería», «arte 10», «museo Cruz Herrera», «mundo hispano» o «galeón hispanista», «Artmajeur» entre otros lugares.